# Kalâat Khasba (délégation)
Kalâat Khasba est une délégation tunisienne dépendant du gouvernorat du Kef.
En 2004, elle compte 7 353 habitants dont 3 535 hommes et 3 818 femmes répartis dans 1 744 ménages et 1 837 logements.